# Ciklooktan
Ciklooktan je cikloalkan sa molekulskom formulom . On je jednostavni bezbojni ugljovodonik. On je takođe referentno jedinjenje za jedinjenja sa zasićenim osmočlanim prstenom.

## Konformacija
Konformacije ciklooktana su ekstenzivno izučavane koristeći računarske metode. Kada-stolica konformacija (I) je najstabilnija forma. Konformacija krune (II) je malo manje stabilna. Među mnogim jedinjenjima koja zauzimanju konformaciju krune (strukturu II) je S8, elementarni sumpor.
| Skeletalna formula obe konformacije |                      |
| Ball-and-stick model                | Ball-and-stick model |
| Konformacija kade-stolice           | Konformacija krune   |